# Plotníkovo (Novossibirsk)
|  | Per a altres significats, vegeu «Plotníkovo». |

Plotníkovo (en rus: Плотниково) és un poble de l'óblast de Novossibirsk, a Rússia, que en el cens del 2010 tenia 1.725 habitants, pertany al districte de Novossibirsk.